# Henosepilachna argus
Henosepilachna argus је инсект из реда тврдокрилаца (Coleoptera) и породице бубамара (Coccinellidae).

## Распрострањење и станиште
Настањује целу Eвропу (изузев Исланда) као и јужног дела Балканског полуострва. Такође, није бележена у Азији.  Ретка је врста у Србији, није бележена у северном, западном и југозападном делу земље.

## Опис
Henosepilachna argus је крупна бубамара. Боја покрилаца је светло браон, са кратким длачицама. На сваком покрилцу се налази по шест црних тачкица. Пронотум и глава су исте боје као покрилца. Тело јој је дугачко 6–8 mm.

## Галерија
- имаго
- ларва
- лутка